# Sasaki to Miyano
Sasaki to Miyano (佐々木と宮野) és una sèrie de manga shōnen-ai de Shō Harusono, serialitzada en línia via Pixiv Comic des de 2016.

## Argument
En Miyano es passa els dies llegint manga de Boys' Love i preocupant-se per com és de femenina la seva cara, fins que coneix el seu sènior Sasaki. Intrigat pel júnior Miyano, el delinqüent Sasaki aprofita totes les oportunitats que pot per apropar-se.

## Personatges
Shūmei Sasaki (佐々木秀鳴, Sasaki Shūmei)
- Veu: Yūsuke Shirai[2]

Un noi alt de segon curs que es fa amic d'en Miyano al principi de la història. Tot i que és generalment amable i obert als altres, la seva aparença i el seu comportament li han valgut una reputació com a delinqüent. És més expressiu que en Miyano en les seves emocions i és el primer a reconèixer la seva atracció cap a ell. Finalment, es converteix en el xicot d'en Miyano.
Yoshikazu Miyano (宮野由美, Miyano Yoshikazu)
- Veu: Sōma Saitō[2]

Taiga Hirano (平野大河, Hirano Taiga)
- Veu: Yoshitsugu Matsuoka[2]

Un company de classe d'en Sasaki i amic d'ell i en Miyano. Com que és un any més gran que en Miyano, té un instint protector cap a ell.
Jirō Ogasawara (小笠原次郎, Ogasawara Jirō)
- Veu: Yūki Ono[2]

Masato Hanzawa (半澤雅人, Hanzawa Masato)
- Veu: Yuma Uchida[2]

Tasuku Kuresawa (暮沢丞, Kuresawa Tasuku)
- Veu: Ryōhei Arai[2]

Gonsaburō Tashiro (田代権三郎, Tashiro Gonsaburō)
- Veu: Mitsuhiro Ichiki[2]

## Anime
El 20 de novembre de 2020 es va anunciar una adaptació a l'anime. L'adaptació, més tard revelada com una sèrie de televisió, està animada per Studio Deen i dirigida per Shinji Ishihira, Yoshiko Nakamura, Maki Fujii i Kana Shibue. La sèrie es va estrenar el 10 de gener de 2022 a Tokyo MX i altres canals. El tema d'obertura és «Mabataki» de Miracle Chimpanzee, i el tema de tancament és «Ichigo Sunset» de Yūsuke Shirai i Sōma Saitō.